# Catrine Bengtsson
Catrine Bengtsson (* 21. September 1969 in Göteborg) ist eine ehemalige schwedische Badmintonspielerin. 

## Karriere
Höhepunkt ihrer langen und erfolgreichen Laufbahn im Badminton war der Gewinn der Weltmeisterschaft im Mixed mit Thomas Lund 1993 und der Sieg bei den Europameisterschaften 1994 mit Michael Søgaard. Bei Olympia war ihre beste Platzierung jedoch nur ein fünfter Platz.

## Sportliche Erfolge
| Veranstaltung | Saison                                     | Disziplin    | Platz | Name                                                                                          |
| ------------- | ------------------------------------------ | ------------ | ----- | --------------------------------------------------------------------------------------------- |
| 1981/1982     | Schweden: Einzelmeisterschaft U15          | Damendoppel  | 1     | Catrine Bengtsson / Margit Borg (Göteborgs BK / Mariestads AIF)                               |
| 1983/1984     | Schweden: Einzelmeisterschaft U15          | Mixed        | 1     | Jonas Steffensson / Catrine Bengtsson (Askim / Göteborgs BK)                                  |
| 1983/1984     | Schweden: Einzelmeisterschaft U15          | Dameneinzel  | 1     | Catrine Bengtsson (Göteborgs BK)                                                              |
| 1984/1985     | Schweden: Einzelmeisterschaft U17          | Damendoppel  | 1     | Catrine Bengtsson / Margit Borg (Göteborgs BK / Mariestads AIF)                               |
| 1984/1985     | Schweden: Einzelmeisterschaft U17          | Mixed        | 1     | Martin Lagerström / Catrine Bengtsson (BMK Komet / Göteborgs BK)                              |
| 1985/1986     | Schweden: Einzelmeisterschaft U17          | Mixed        | 1     | Jens Jording / Catrine Bengtsson (BMK Minton / Göteborgs BK)                                  |
| 1985/1986     | Schweden: Einzelmeisterschaft U17          | Dameneinzel  | 1     | Catrine Bengtsson (Göteborgs BK)                                                              |
| 1985/1986     | Schweden: Einzelmeisterschaft U22          | Dameneinzel  | 1     | Catrine Bengtsson (GBK)                                                                       |
| 1985/1986     | Schweden: Einzelmeisterschaft U22          | Herrendoppel | 1     | Catrine Bengtsson / Margit Borg (GBK / Mariestads AIF)                                        |
| 1985/1986     | Schweden: Einzelmeisterschaft U17          | Damendoppel  | 1     | Catrine Bengtsson / Kina Lundstedt (Göteborgs BK / Mariestads AIF)                            |
| 1985/1986     | Schweden: Einzelmeisterschaft U19          | Damendoppel  | 1     | Catrine Bengtsson / Margit Borg (GBK / Mariestads AIF)                                        |
| 1986/1987     | Schweden: Einzelmeisterschaft U19          | Damendoppel  | 1     | Catrine Bengtsson / Margit Borg (GBK / Mariestads AIF)                                        |
| 1986/1987     | Schweden: Einzelmeisterschaft U19          | Dameneinzel  | 1     | Catrine Bengtsson (GBK)                                                                       |
| 1986/1987     | Schweden: Einzelmeisterschaft U22          | Herrendoppel | 1     | Catrine Bengtsson / Margit Borg (GBK / Mariestads AIF)                                        |
| 1986/1987     | Schweden: Einzelmeisterschaft U22          | Dameneinzel  | 1     | Catrine Bengtsson (GBK)                                                                       |
| 1987          | Europameisterschaft der Junioren           | Dameneinzel  | 3     | Catrine Bengtsson                                                                             |
| 1987          | All England                                | Mixed        | 2     | Jan Erik Antonsson / Catrine Bengtson                                                         |
| 1987          | Europameisterschaft der Junioren           | Damendoppel  | 1     | Catrine Bengtsson / Margit Borg                                                               |
| 1987          | Nordische Juniorenmeisterschaften          | Dameneinzel  | 1     | Catrine Bengtsson                                                                             |
| 1987/1988     | Schweden: Einzelmeisterschaft U22          | Mixed        | 1     | Jens Olsson / Catrine Bengtsson (GBK)                                                         |
| 1987/1988     | Schweden: Einzelmeisterschaft U19          | Dameneinzel  | 1     | Catrine Bengtsson (GBK)                                                                       |
| 1988          | UdSSR Internationale Meisterschaften       | Dameneinzel  | 1     | Catrine Bengtsson                                                                             |
| 1988/1989     | Schweden: Einzelmeisterschaft U22          | Dameneinzel  | 1     | Catrine Bengtsson (GBK)                                                                       |
| 1988/1989     | Schweden: Einzelmeisterschaft              | Mixed        | 1     | Jens Olsson / Catrine Bengtsson (GBK)                                                         |
| 1990          | Scottish Open                              | Damendoppel  | 1     | Maria Bengtsson / Catharine Bengtsson                                                         |
| 1990/1991     | Schweden: Einzelmeisterschaft              | Dameneinzel  | 1     | Catrine Bengtsson (GBK)                                                                       |
| 1990/1991     | Schweden: Einzelmeisterschaft              | Damendoppel  | 1     | Catrine Bengtsson / Maria Bengtsson (GBK / BK Aura)                                           |
| 1990/1991     | Schweden: Einzelmeisterschaft U22          | Mixed        | 1     | Jesper Olsson / Catrine Bengtsson (GBK)                                                       |
| 1991/1992     | Schweden: Einzelmeisterschaft              | Damendoppel  | 1     | Catrine Bengtsson / Maria Bengtsson (GBK / BK Aura)                                           |
| 1992          | Europameisterschaft                        | Damendoppel  | 3     | Maria Bengtsson / Catrine Bengtsson                                                           |
| 1992          | Swiss Open                                 | Dameneinzel  | 2     | Catrine Bengtsson                                                                             |
| 1992          | Swiss Open                                 | Damendoppel  | 1     | Maria Bengtsson / Catrine Bengtsson                                                           |
| 1992          | Norwegen: Internationale Meisterschaften   | Dameneinzel  | 1     | Catrine Bengtsson                                                                             |
| 1993          | Swedish Open                               | Mixed        | 1     | Thomas Lund / Catrine Bengtsson                                                               |
| 1993          | Japan Open                                 | Mixed        | 1     | Thomas Lund / Catrine Bengtsson                                                               |
| 1993          | Weltmeisterschaft                          | Mixed        | 1     | Thomas Lund / Catrine Bengtsson                                                               |
| 1993          | US Open                                    | Mixed        | 1     | Thomas Lund / Catrine Bengtsson                                                               |
| 1993          | Schottland: Internationale Meisterschaften | Mixed        | 1     | Thomas Lund (DEN) / Catarine Bengtsson                                                        |
| 1993          | All England                                | Mixed        | 2     | Thomas Lund / Catrine Bengtsson                                                               |
| 1993          | Norwegen: Internationale Meisterschaften   | Dameneinzel  | 1     | Catrine Bengtsson                                                                             |
| 1993/1994     | Dänemark: Internationale Meisterschaften   | Mixed        | 1     | Thomas Lund / Catrine Bengtsson                                                               |
| 1994          | World Cup                                  | Mixed        | 1     | Thomas Lund / Catrine Bengtsson                                                               |
| 1994          | Japan Open                                 | Mixed        | 1     | Jon Holst-Christensen / Catrine Bengtsson                                                     |
| 1994          | Swiss Open                                 | Mixed        | 2     | Jon Holst-Christensen / Catrine Bengtsson                                                     |
| 1994          | Europameisterschaft                        | Mannschaft   | 1     | Schweden (Olsson, Johansson, Christine Magnusson, Catrine Bengtsson, Magnusson, Lim Xiaoqing) |
| 1994          | Europameisterschaft                        | Mixed        | 1     | Michael Søgaard / Catrine Bengtsson                                                           |
| 1994          | Europameisterschaft                        | Dameneinzel  | 2     | Catrine Bengtsson                                                                             |
| 1995          | Schottland: Internationale Meisterschaften | Damendoppel  | 1     | Maria Bengtsson / Catrina Bengtsson                                                           |
| 1995          | Schottland: Internationale Meisterschaften | Dameneinzel  | 1     | Catrine Bengtsson                                                                             |
| 1995/1996     | Schweden: Einzelmeisterschaft              | Mixed        | 1     | Peter Axelsson / Catrine Bengtsson (Täby BMF / Askim)                                         |
| 1996/1997     | Schweden: Einzelmeisterschaft              | Mixed        | 1     | Peter Axelsson / Catrine Bengtsson (Täby BMF / Askim)                                         |
| 1997          | China: Internationale Meisterschaften      | Mixed        | 3     | Simon Archer / Catrine Bengtsson                                                              |
| 1997/1998     | Schweden: Einzelmeisterschaft              | Damendoppel  | 1     | Marina Andrievskaia / Catrine Bengtsson (GBK / Askim)                                         |
| 1998          | Norwegen: Internationale Meisterschaften   | Damendoppel  | 1     | Catrine Bengtsson / Marina Andrievskaya                                                       |
| 1998          | Wales: Internationale Meisterschaften      | Damendoppel  | 1     | Marina Andrievskaia / Catrine Bengtsson                                                       |